# Bipoonops
Genre
Bipoonops est un genre d'araignées aranéomorphes de la famille des Oonopidae.

## Distribution
Les espèces de ce genre sont endémiques d'Équateur.

## Liste des espèces
Selon World Spider Catalog (version 18.5, 01/01/2018) :
- Bipoonops baobab Bolzern, 2014
- Bipoonops lansa Dupérré & Tapia, 2017
- Bipoonops pilan Dupérré & Tapia, 2017
- Bipoonops pucuna Bolzern, 2014
- Bipoonops tsachila Bolzern, 2014

## Publication originale
- Bolzern, 2014 : The Neotropical goblin spiders of the new genera Ponsoonops and Bipoonops (Araneae, Oonopidae). American Museum Novitates, no 3803, p. 1-70.